# McLaren M19A
McLaren M19A — болид Формулы-1, построенный для участия в чемпионате мира 1971 года. Модификация M19С участвовала в чемпионатах мира 1972 и 1973 годов.

## История создания
М19 проектировал австралийский конструктор Ральф Беллами. С этой машиной команда надеялась исправить ошибки разочаровавшей модели М14.
М19 была длиннее и шире своей предшественницы, но самым заметным её отличием стала форма монокока — слегка выпуклая в плане. Сам Беллами описывал её как «форма бутылки из-под Coca-Cola, схожая с Matra MS80», имея в виду чемпионскую машину сезона 1969 года. Общий замысел принадлежал Джо Маркварту, который предложил увеличить колёсную базу для того, чтобы расположить топливо как можно ближе к центру шасси.
Как и на М14А, передние тормоза устанавливались в колёсах, а задние — внутри корпуса. Подвеска же была изменена радикально — Ральф Беллами создал конструкцию, которая увеличивала жёсткость пропорционально изменению вертикального положения колеса. Этот эффект был достигнут с помощью сложной системы рычагов, которые заставляли пружины и амортизаторы работать на сжатие в большей или меньшей степени когда колесо поднималось и опускалось на неровностях. Не в последнюю очередь такая система была выбрана потому, что подвеска болидов Формулы 1 в начале 70-х была сравнительно мягкой, что требовало увеличения клиренса - при полной загрузке топливом машины буквально скребли днищем по треку на кочковатых участках трассы. В предыдущем сезоне Lotus 72, со своей сложной торсионной системой, продемонстрировал, что проблема может быть в некоторой степени обойдена. Теперь же в команде верили, что нашли более простой и дешёвый выход.

## Сезон 1971 года
Дебют M19 состоялся в Южной Африке. Новая подвеска была сложнее в настройке, но на гладком полотне трассы в Кьялами поведение машины понравилась Дэнни Хьму. Квалифицировавшись в гонке открытия сезона пятым, он переместился на четвёртое место уже к концу первого круга. После этого он обогнал Ferrari Жаки Икса, Lotus Эмерсона Фиттипальди, а затем и лидирующую Ferrari Клея Регаццони и вскоре создал отрыв, но на 76 круге из 79 разрушился один из болтов в задней подвеске и новозеландец откатился на шестое место, в круге от лидера.
В дальнейшем Денни был четвёртым в Монако и Канаде, и пятым в Испании — это были лучшие результаты сезона для команды McLaren.
Лучшего же результата в 1971 году на М19А добился новичок Марк Донохью, который финишировал на великолепном третьем месте в Канаде на машине, принадлежавшей команде Penske.
Проблемы с нестабильностью результатов М19 были отнесены на счёт недостаточной поворачиваемости, вызываемой входящей тогда в моду низкопрофильной резиной, трудностей настройки новой подвески, а также несбалансированной аэродинамики. На Гран-При США Денни опробовал новый более широкий носовой обтекатель, но особых улучшений результатов это не принесло.
Ответы на поставленные вопросы никак не желали приходить, даже когда Роджер Пенске согласился на то, чтобы Донохью, известный своей способностью настраивать машину, провёл длительные тесты М19 в Сильверстоуне. Марк жаловался на избыточную поворачиваемость, поэтому было решено добавить прижима на заднем антикрыле — но это вызвало ещё большую избыточную поворачиваемость, что окончательно запутало команду. В конце концов радикальная задняя подвеска была снята в пользу старого варианта, использовавшегося на М14А.

## Сезон 1972 года
Самым заметным отличием машины в сезоне 1972 года стала новая раскраска, вследствие прихода нового титульного спонсора, косметической компании "Yardley Cosmetics". Другим важным изменением, первоначально сделанным на М19А, а затем перенесённым и на М19С, стал окончательный возврат к традиционной задней подвеске. Это, а также некоторые другие незаметные улучшения, преобразили машину. Питер Ревсон был повышен до второго пилота команды Формулы-1 после отличного выступления за McLaren в серии Can-Am 1971 года.
В итоге в сезоне 1972 года М19 показала, на что способна. Возвращение в Кьялами стало счастливым для Халма после разочарования прошлого сезона — на этот раз первая гонка сезона закончилась для него победой. Третье место Питера Ревсона стало отличным дополнением к победе. Позже пилоты McLaren финишировали вторым и третьим в Австрии, всего в секунде от Эмерсона Фиттипальди на непобедимом Lotus 72. К тому времени уже использовалась модель М19С, которая была несколько легче предшественницы. Денни регулярно привозил очки: кроме ЮАР и Австрии были ещё третьи места в Бельгии, Италии, Канаде и Америке, а также пятое в Британии. Ревсон не отставал: кроме третьего места в ЮАР он повторил тот же результат в Британии и Австрии, был вторым в Канаде, а также четвёртым в Италии. Денни стартовал с первого ряда пять раз, Питер — один раз. На счету Денни также был один быстрейший круг.

## Сезон 1973 года
К сезону 1973 года была подготовлена новая модель — М23, однако М19, с минимальными изменениями, продолжала службу, пока не было построено достаточное количество новых машин. На этот раз первой гонкой стал Гран-При Аргентины, на котором Денни финишировал пятым, счастливо избежав серьёзной аварии в квалификации после того как у него заклинило педаль газа. Ревсон был восьмым. Гран-При Бразилии на Интерлагосе Денни закончил третьим, несмотря на то, что к концу гонки работали только высшие передачи. На машине Ревсона коробка передач отказала уже на третьем круге.
На Гран-При ЮАР Халм пересел на новую М23, а его М19 оказался в руках Джоди Шектера, заявленного третьим пилотом команды. Родные стены помогли южноафриканцу, который стартовал с первого ряда, а после прокола колеса на машине Денни вышел в лидеры, но позже сошёл из-за проблем с двигателем. Гонку выиграл Джеки Стюарт на Tyrrell, а Питер Ревсон был вторым. На этом закончилась гоночная история шасси McLaren М19.

## Результаты в гонках
| Год  | Команда                    | Шасси     | Двигатель             | Шины | Пилоты  | 1    | 2    | 3    | 4   | 5    | 6    | 7    | 8    | 9   | 10  | 11   | 12  | 13  | 14  | 15  | Место | Очки |
| ---- | -------------------------- | --------- | --------------------- | ---- | ------- | ---- | ---- | ---- | --- | ---- | ---- | ---- | ---- | --- | --- | ---- | --- | --- | --- | --- | ----- | ---- |
| 1971 | Bruce McLaren Motor Racing | M19A      | Ford Cosworth DFV     | G    |         | ЮАР  | ИСП  | МОН  | НИД | ФРА  | ВЕЛ  | ГЕР  | АВТ  | ИТА | КАН | США  |     |     |     |     | 6     | 10   |
| 1971 | Bruce McLaren Motor Racing | M19A      | Ford Cosworth DFV     | G    | Халм    | 6    | 5    | 4    | 12  | Сход | Сход | Сход | Сход |     | 4   | Сход |     |     |     |     | 6     | 10   |
| 1971 | Bruce McLaren Motor Racing | M19A      | Ford Cosworth DFV     | G    | Гетин   |      |      |      | НКЛ | 9    | Сход | Сход |      |     |     |      |     |     |     |     | 6     | 10   |
| 1971 | Bruce McLaren Motor Racing | M19A      | Ford Cosworth DFV     | G    | Оливер  |      |      |      |     |      |      |      | 9    |     |     |      |     |     |     |     | 6     | 10   |
| 1971 | Bruce McLaren Motor Racing | M19A      | Ford Cosworth DFV     | G    | Донохью |      |      |      |     |      |      |      |      |     | 3   | НС   |     |     |     |     | 6     | 10   |
| 1971 | Penske-White Racing        | M19A      | Ford Cosworth DFV     | G    |         |      |      |      |     |      |      |      |      |     |     |      |     |     |     |     | 6     | 10   |
| 1971 | Хоббс                      | M19A      | Ford Cosworth DFV     | G    |         |      |      |      |     |      |      |      |      |     | 10  |      |     |     |     |     | 6     | 10   |
| 1972 | Yardley Team McLaren       | M19A M19C | Ford Cosworth DFV     | G    |         | АРГ  | ЮАР  | ИСП  | МОН | БЕЛ  | ФРА  | ВЕЛ  | ГЕР  | АВТ | ИТА | КАН  | США |     |     |     | 3     | 47   |
| 1972 | Yardley Team McLaren       | M19A M19C | Ford Cosworth DFV     | G    | Халм    | 2    | 1    | Сход | 15  | 3    | 7    | 5    | Сход | 2   | 3   | 3    | 3   |     |     |     | 3     | 47   |
| 1972 | Yardley Team McLaren       | M19A M19C | Ford Cosworth DFV     | G    | Ревсон  | Сход | 3    | 5    |     | 7    |      | 3    |      | 3   | 4   | 2    | 18  |     |     |     | 3     | 47   |
| 1972 | Yardley Team McLaren       | M19A M19C | Ford Cosworth DFV     | G    | Редман  |      |      |      | 5   |      | 9    |      | 5    |     |     |      |     |     |     |     | 3     | 47   |
| 1972 | Yardley Team McLaren       | M19A M19C | Ford Cosworth DFV     | G    | Шектер  |      |      |      |     |      |      |      |      |     |     |      | 9   |     |     |     | 3     | 47   |
| 1973 | Yardley Team McLaren       | M19C      | Ford Cosworth DFV 3,0 | G    |         | АРГ  | БРА  | ЮАР  | ИСП | БЕЛ  | МОН  | ШВЕ  | ФРА  | ВЕЛ | НИД | ГЕР  | АВТ | ИТА | КАН | США | 3     | 58   |
| 1973 | Yardley Team McLaren       | M19C      | Ford Cosworth DFV 3,0 | G    | Халм    | 5    | 3    |      |     |      |      |      |      |     |     |      |     |     |     |     | 3     | 58   |
| 1973 | Yardley Team McLaren       | M19C      | Ford Cosworth DFV 3,0 | G    | Ревсон  | 8    | Сход | 2    |     |      |      |      |      |     |     |      |     |     |     |     | 3     | 58   |
| 1973 | Yardley Team McLaren       | M19C      | Ford Cosworth DFV 3,0 | G    | Шектер  |      |      | 9    |     |      |      |      |      |     |     |      |     |     |     |     | 3     | 58   |

| Легенда к таблице |                                                                    |
| --- | ------------------------------------------------------------------ |
| В таблице перечислены результаты всех Гран-при Формулы-1, в которых использовался автомобиль. Строками таблицы являются сезоны, столбцами — этапы чемпионата мира. В каждой клетке указаны сокращённое название этапа и результат, дополнительно обозначенный цветом. Расшифровка обозначений и цветов представлена в нижеследующей таблице. |                                                                    |
| \| Пример \| Описание \| \| ------------ \| ------------------------------------------------------------------ \| \| 1 \| Победитель \| \| 2 \| Второе место \| \| 3 \| Третье место \| \| 5 \| Финишировал, заработав очки \| \| Сход \| Не финишировал, но при этом заработал очки \| \| 12 \| Финишировал, не получив очков \| \| НКЛ \| Финишировал, но не попал в финальную классификацию \| \| 15 \| Участвовал вне зачёта, либо по отдельной классификации \| \| 18 \| Не финишировал, но попал в финальную классификацию \| \| Сход \| Не финишировал \| \| НКВ \| Не прошёл квалификацию \| \| НПКВ \| Не прошёл предквалификацию \| \| ДСК \| Дисквалифицирован \| \| ИСК \| Исключён из протокола соревнований \| \| ТТ \| Заявлен для участия только в тренировках \| \| НС \| Участвовал в квалификации, но не стартовал в гонке \| \| Т \| Травмирован или болен \| \| ОТК \| Отказ от участия \| \| НТР \| Прибыл на соревнования, но на трассу не выезжал \| \| НПР \| Был заявлен в числе участников, но не прибыл к началу соревнований \| \| О \| Соревнования отменены \| \| \| Не участвовал \| \| Поул-позиция \| \| \| Быстрый круг \| \| |                                                                    |
| Пример | Описание                                                           |
| 1 | Победитель                                                         |
| 2 | Второе место                                                       |
| 3 | Третье место                                                       |
| 5 | Финишировал, заработав очки                                        |
| Сход | Не финишировал, но при этом заработал очки                         |
| 12 | Финишировал, не получив очков                                      |
| НКЛ | Финишировал, но не попал в финальную классификацию                 |
| 15 | Участвовал вне зачёта, либо по отдельной классификации             |
| 18 | Не финишировал, но попал в финальную классификацию                 |
| Сход | Не финишировал                                                     |
| НКВ | Не прошёл квалификацию                                             |
| НПКВ | Не прошёл предквалификацию                                         |
| ДСК | Дисквалифицирован                                                  |
| ИСК | Исключён из протокола соревнований                                 |
| ТТ | Заявлен для участия только в тренировках                           |
| НС | Участвовал в квалификации, но не стартовал в гонке                 |
| Т | Травмирован или болен                                              |
| ОТК | Отказ от участия                                                   |
| НТР | Прибыл на соревнования, но на трассу не выезжал                    |
| НПР | Был заявлен в числе участников, но не прибыл к началу соревнований |
| О | Соревнования отменены                                              |
| | Не участвовал                                                      |
| Поул-позиция |                                                                    |
| Быстрый круг |                                                                    |